# 里亚克拉斯图尔
里亚克拉斯图尔（法語：Rilhac-Lastours）是法国利穆赞大区上维埃纳省的一个市镇，属于利摩日区内克松县。该市镇2009年时的人口为371人。

## 人口
里亚克拉斯图尔人口变化图示
| 数据来源：INSEE |